# 秩父宮みなとラグビーまつり
秩父宮みなとラグビーまつりは、東京都港区の秩父宮ラグビー場周辺で行われるイベントである。 

## 概要
ラグビーワールドカップ2019開催まで2年と迫った2017年にラグビーに係る様々な団体や周辺の大使館等とタッグを組んで、大会開催都市のモデルイベントとして初開催。なおコロナの影響で一時期開催されなかったが、2022年に3年ぶりに開催された。またメインイベントとしてイベント最終日に秩父宮ラグビー場で試合開催もしている。

## 開催日程
| 回数  | 開催日程               |
| ----- | ---------------------- |
| 第1回 | 2017年6月6日～6月11日  |
| 第2回 | 2018年6月12日～6月17日 |
| 第3回 | 2019年5月30日～6月1日  |
| 第4回 | 2022年4月24日          |

## イベント最終日に秩父宮ラグビー場にて開催された試合結果
| 回 | 年度 | 月日    | キックオフ時刻 | 勝           | 得点 | 敗           | 得点 | 観客数 |
| -- | ---- | ------- | -------------- | ------------ | ---- | ------------ | ---- | ------ |
| 1  | 2017 | 6月11日 | 13:30          | ワラターズ   | 21   | サントリー   | 19   | 9,848  |
| 2  | 2018 | 6月17日 | 11:00          | NEC          | 29   | ワラターズ   | 26   | 7,463  |
| 2  | 2018 | 6月17日 | 14:00          | サントリー   | 28   | ブランビーズ | 26   | 11,502 |
| 3  | 2019 | 6月1日  | 14:15          | ブランビーズ | 42   | サンウルブズ | 19   | 16,741 |
| 4  | 2022 | 4月24日 | 14:30          | 東京SG       | 42   | BL東京       | 19   | 5,901  |